# Josef Kus
Josef Kus (* 1. Juni 1921 in Prag, Tschechoslowakei; † 23. Juli 2005 in Šumperk, Tschechien) war ein tschechoslowakischer Eishockeyspieler und späterer -trainer, der auf der Position des rechten Flügelstürmers agierte. Er gewann mit der tschechoslowakischen Mannschaft bei der Eishockey-Weltmeisterschaft 1947 den Welt- und Europameistertitel und wurde dreimal tschechoslowakischer Meister. Als Trainer wurde er mit dem Klagenfurter AC dreimal österreichischer Meister.

## Karriere
Josef Kus begann seine Karriere in den 1930er-Jahren in seiner Heimatstadt beim Hochschulverein HOVS Prag, der 1939, nach dem Einmarsch der deutschen Wehrmacht, aufgelöst wurde. Als Nachfolgeverein wurde der Hockey Cercle Karlin gegründet, Kus wechselte aber bereits 1940 zum AC Sparta Prag, wo er auch nur ein Jahr blieb. Von 1941 bis 1947 spielte er mit Unterbrechungen, aufgrund des Einsatzes im Zweiten Weltkrieg, für den LTC Prag. Mit dem Verein wurde er 1946 und 1947 zweimal tschechoslowakischer Meister. Zudem gewann er mit der Mannschaft 1942 und 1944 zweimal die Meisterschaft des Protektorats Böhmen und Mähren und 1946 den Spengler Cup. 1947 kehrte er zu Sparta Prag zurück und wurde mit dem Klub zum Abschluss seiner Karriere 1953 noch einmal tschechoslowakischer Meister.

### International
Mit der tschechoslowakischen Nationalmannschaft nahm Kus an der Weltmeisterschaft 1947 teil und wurde dort Welt- und Europameister. Er wurde in sechs von sieben Spielen eingesetzt und erzielte dabei vier Tore.

### Trainertätigkeit
Nach seiner aktiven Karriere schlug Kus die Trainerlaufbahn ein. Von 1962 bis 1964 war er bei seinem letzten Klub Sparta Prag tätig. Anschließend wechselte er nach Österreich. Dort konnte er mit dem Klagenfurter AC 1965, 1966 und 1967 den österreichischen Meistertitel gewinnen. 1967 kehrte er in die Tschechoslowakei zurück und trainierte noch eine Spielzeit den VTŽ Chomutov. Mit dem Aufsteiger konnte er den Klassenerhalt in der 1. Liga jedoch nicht schaffen.

## Auszeichnungen und Erfolge
- 1942 Meister des Protektorats Böhmen und Mähren mit dem LTC Prag
- 1944 Meister des Protektorats Böhmen und Mähren mit dem LTC Prag
- 1946 Tschechoslowakischer Meister mit dem LTC Prag
- 1946 Gewinn des Spengler Cup mit dem LTC Prag
- 1947 Tschechoslowakischer Meister mit dem LTC Prag
- 1947 Goldmedaille bei der Weltmeisterschaft und der Europameisterschaft
- 1953 Tschechoslowakischer Meister mit Sparta Prag
- 1965 Österreichischer Meister mit dem Klagenfurter AC als Trainer
- 1966 Österreichischer Meister mit dem Klagenfurter AC als Trainer
- 1967 Österreichischer Meister mit dem Klagenfurter AC als Trainer